# Philadelphia Ukrainians
I Philadelphia Ukrainians, anche conosciuti come "Philadelphia Tridents" (Ukrainian Sports Association Philadelphia Tridents, in ucraino: УСО (Український Спортовий Осередок) «Тризуб» (Філадельфія). USO (Ukrainsky Sportovy Oseredok) «Tryzub» (Philadelphia)) sono stati una società calcistica statunitense con sede a Filadelfia e membro dell'American Soccer League. I Philadelphia Ukainians sono stati sei volte campioni dell'American Soccer League: 1960-61, 1961–62, 1962–63, 1963–64, 1967–68, 1970. I colori sociali della squadra erano il rosso e il nero. Gli Ukainians sono stati la prima squadra statunitense ad aver avuto una diretta televisiva di una propria partita e la prima negli Stati Uniti a giocare una partita a stadio coperto, all'Atlantic City's Convention Center del New Jersey.
Nella loro storia, i Philadelphia Ukrainian Nationals hanno giocato partita amichevoli di caratura internazionale con il Manchester United, Austria Vienna, Stoccarda, Wolverhampton Wanderers, Eintracht Frankfurt, Dundee Football Club, Manchester City, Nottingham Forest Football Club.

## Storia
Il club fu sospeso per una settimana dalla USSFA nella prima stagione professionistica, a seguito di una denuncia del Penn State Association.
Dopo la sospensione, il club fu rinominato in Ukrainian Nationals. La seconda stagione del club fu nel 1964-65 nella "superlega" Eastern Professional Soccer Conference. A fine stagione la squadra tornò nell'ASL.
Il club fu nuovamente rinominato Philadelphia Ukrainians prima del 1968. Partecipò alla CONCACAF Champions' Cup 1967, perdendo la semifinale centro-nordamericana contro i futuri campioni dell'Alianza. Dopo il 1970, la squadra si iscrisse al German-American Soccer League. I Philadelphia Ukrainians conquistarono il "double" nel 1961 e nel 1963, vincendo il campionato e la National Challenge Cup. Il club vinse anche la Coppa di Lega (la Lewis Cup) nel 1959 e nel 1963.

## Palmarès

### Competizioni nazionali
- American Soccer League: 6

1960-61, 1961-62, 1962-63, 1963-64, 1967-68, 1970
- National Challenge Cup: 4

1959-60, 1960-61, 1962-63, 1965-66

### Competizioni regionali
- Philadelphia Soccer League: 1

1955-1956

### Altri piazzamenti
- American Soccer League:

Secondo posto: 1957-1958, 1958-1959
- U.S. Open Cup:

Finalista: 1964
- CONCACAF Champions' Cup:

Semifinalista: 1967